# Templo de Júpiter Capitolino
Templo de Júpiter Ótimo Máximo (em latim: Juppiter Optimus Maximus), conhecido também como Templo de Júpiter Capitolino (em latim: Aedes Iovis Optimi Maximi Capitolini; em italiano:  Tempio di Giove Ottimo Massimo), era o mais importante templo da Roma Antiga e ficava no alto do monte Capitolino, rodeado pela chamada Área Capitolina (Area Capitolina), um local onde certas assembleias específicas se reuniam e onde estavam diversos altares, santuários, estátuas e troféus.

## História

### Primeiro edifício

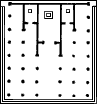
Planta do Templo de Júpiter.

Muito do que se sabe do primeiro Templo de Júpiter é derivado de tradições romanas posteriores. Lúcio Tarquínio Prisco jurou construí-lo enquanto lutava contra os sabinos e, de acordo com Dionísio de Halicarnasso, começou a terraplenar o local para construir as fundações de seu novo templo. Estudos modernos sobre a região confirmaram o extensivo trabalho realizado para criar uma região plana que permitisse construções no local. Segundo Dionísio e Lívio, as fundações e a maior parte da estrutura do templo foram completadas por Lúcio Tarquínio Soberbo, o último rei de Roma.
Lívio relata também que antes da construção do templo, santuários a outros deuses ocupavam o local. Quando os áugures realizaram os rituais necessários para obterem permissão de removê-los, apenas Terminus e Juventas se recusaram. Seus santuários foram, por isso, incorporados na nova estrutura. Como Terminus era o deus das fronteiras, sua recusa em ser movimentado foi interpretado como um bom presságio para o futuro do estado romano. Um segundo sinal foi a aparição da cabeça de um homem para um dos trabalhadores que cavavam as fundações do templo, o que foi explicado pelos áugures — incluindo alguns trazidos especialmente da Etrúria — como um sinal de que Roma seria a cabeça de um grande império.
Tradicionalmente, acredita-se que o templo tenha sido dedicado em 13 de setembro de 509 a.C., a data de fundação da República Romana. Ele era sagrado para a Tríade Capitolina, Júpiter e suas divindades companheiras, Juno e Minerva.
A pessoa escolhida para realizar a dedicação foi escolhida por sorteio e a honra recaiu sobre Marco Horácio Púlvilo, um dos cônsules daquele ano.
Lívio relata que, em 495 a.C., a Liga Latina, como demonstração de gratidão aos romanos pela libertação de 6 000 prisioneiros latinos, presenteou uma coroa de ouro ao templo.
O templo original media quase 60 x 60 metros e era considerado o mais importante templo religioso em todo o estado romano. Cada divindade da Tríade tinha uma cela separada, com Juno Regina ("rainha") à esquerda, Minerva à direita e Júpiter Ótimo Máximo no meio. O interior estava decorado ainda com muitas esculturas em terracota, a mais famosa delas era "Júpiter conduzindo uma quadriga", que ficava no ponto mais alto do teto como um acrotério. Esta escultura, assim como a estátua de culto de Júpiter na cela principal, eram do artesão etrusco Vulca de Veios. Uma imagem de Sumano, o deus do trovão, estava entre as estátuas do frontão.
A planta e as dimensões exatas do templo tem sido tema de grandes debates. Cinco diferentes plantas já foram publicadas depois de escavações recentes no monte Capitolino que revelaram porções das fundações arcaicas. Segundo Dionísio de Halicarnasso, a mesma planta e fundações foram utilizadas em reconstruções posteriores do templo.
O primeiro templo se incendiou em 83 a.C. durante as guerras civis da ditadura de Sula. Neste incêndio se perderam também os Livros Sibilinos, que, diz-se, teriam sido escritos pelas sibilas clássicas, e eram armazenados no templo para serem guardados e consultados pelo Conselho dos Quinze (quindecimviri) em assuntos de estado, mas somente em casos de emergência.

### Segundo edifício
Sula esperava viver para ver o templo reconstruído, mas Quinto Lutácio Cátulo Capitolino teve a honra de dedicar a nova estrutura em 69 a.C.. O novo edifício foi construído com a mesma planta e sobre a mesma fundação, mas com materiais mais luxuosos e caros para a estrutura. Fontes literárias indicam que é possível que a obra só tenha terminado completamente no final da década de 60 a.C..

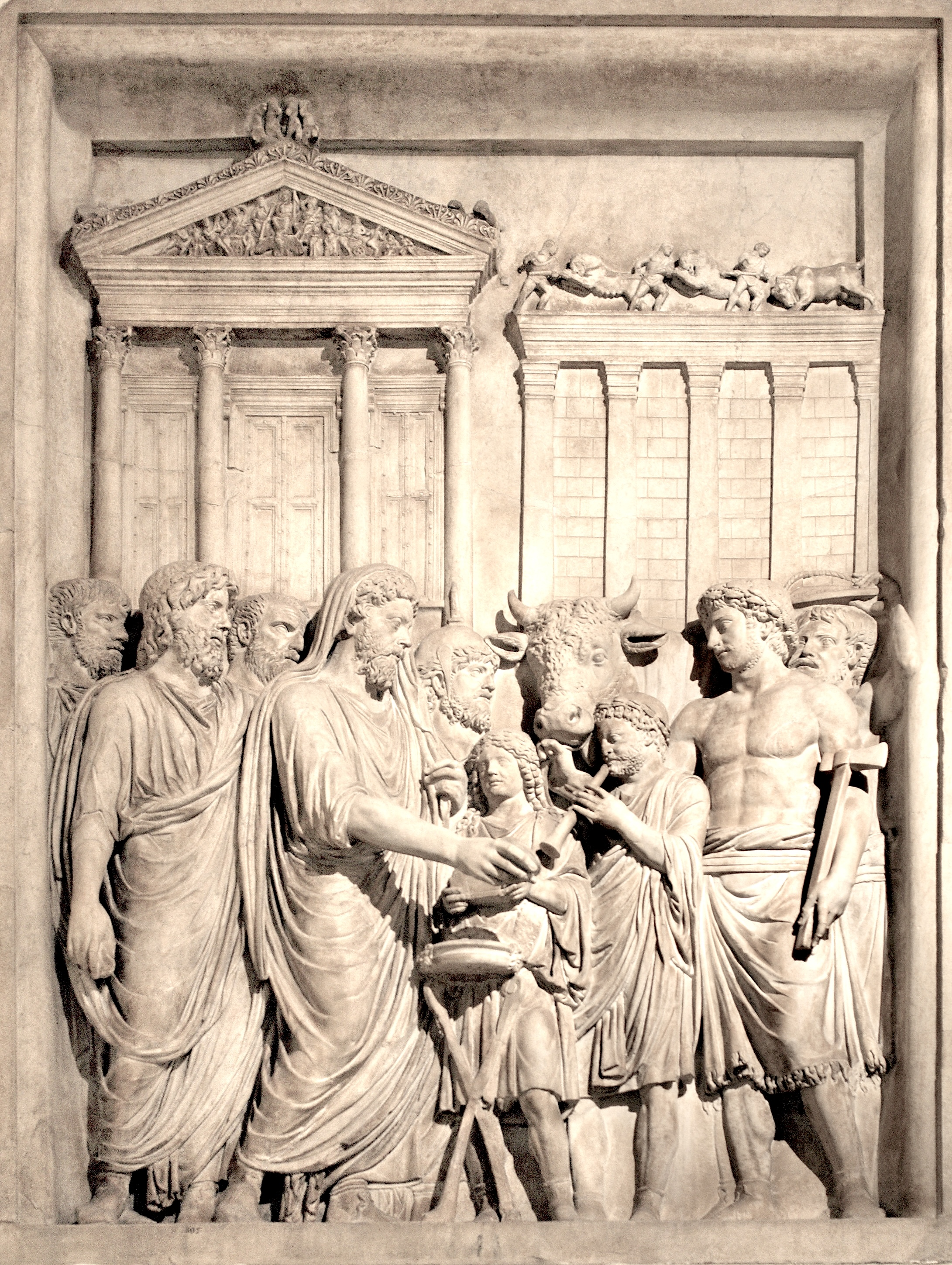
Relevo mostrando o imperador romano Marco Aurélio realizando um sacrifício em frente ao Templo de Júpiter, no alto do qual se vê a quadriga de Júpiter.
Relevo preservado nos Museus Capitolinos.

Bruto e outros assassinos se trancaram no Templo de Júpiter depois de assassinarem Júlio César. Na época de Augusto, este novo templo foi renovado e reformado.
Este edifício também se incendiou durante um combate no monte Capitolino em 19 de dezembro de 69 d.C., quando um exército leal a Vespasiano conquistou a cidade no Ano dos quatro imperadores. Neste combate, Domiciano escapou por pouco com vida.

### Terceiro edifício
Já como novo imperador, Vespasiano rapidamente reconstruiu o templo sobre as mesmas fundações, desta vez com uma estrutura extravagante. Seu novo Templo de Júpiter foi dedicado em 75 d.C., mas durou muito pouco, pois queimou no incêndio de Roma em 80 d.C., na época de seu filho, Tito.

### Quarto edifício
Domiciano imediatamente começou a reconstruir o templo, novamente sobre a mesma fundação, mas com a estrutura mais luxuosa de todas até então. De acordo com as fontes antigas, Domiciano gastou pelo menos 12 000 talentos de ouro apenas para dourar as telhas de bronze. Elaboradas esculturas decoravam o frontão. Um desenho renascentista de um relevo danificado mostra uma quadriga com uma biga à direita no ponto mais do frontão, as duas servindo como acrotério central, e as estátuas dos deuses Marte e Vênus nos cantos da cornija, também servindo como acrotérios.
No centro do frontão, o deus Júpiter aparece ladeado por Juno e Minerva, todos entronados, a imagem clássica da Tríade Capitolina. Abaixo estava uma águia com as asas abertas. Duas bigas flanqueavam o grupo, uma dirigida pelo deus sol e a outra pela lua.

### Declínio e abandono
Acredita-se que o templo de Domiciano tenha se mantido intacto por mais de 300 anos, quando todos os templos pagãos foram fechados pelo imperador Teodósio I em 392. No século V, o edifício foi danificado por Estilicão(que, segundo Zósimo, removeu o ouro das portas) e por Genserico (Procópio afirma que os vândalos saquearam o templo durante o saque de Roma, em 455, removendo as telhas de bronze dourado). Em 571, Narses removeu muitas estátuas e ornamentos. As ruínas ainda estavam bem preservadas em 1447, quando o humanista Poggio Bracciolini visitou Roma. O que restava foi completamente demolido no século XVI, quando Giovanni Pietro Caffarelli construiu o Palazzo Caffarelli no local reutilizando os materiais de construção do templo.

## Ruínas hoje
Atualmente, partes das fundações do templo podem ser vistas atrás do Palazzo dei Conservatori, numa área construída especificamente para isto no Jardim Cafarelli, e dentro dos Museus Capitolinos. Uma parte do canto frontal ainda está visível na Via del Tempio di Giove.
O segundo leão Médici foi esculpido no final do século XVI por Flaminio Vacca em um capitel do Templo de Júpiter.

## Área Capitolina
A Área Capitolina (em latim: Area Capitolina) era um precinto sagrado na porção sul do Capitólio que rodeava o Templo de Júpiter e cercada por uma parede irregular que seguia os contornos do terreno. O precinto foi ampliado em 388 a.C. e passou a ocupar cerca de 3 000 m2. O Aclive Capitolino terminava na entrada principal da Área, no centro do lado sudeste, e a Porta Pandana parece ter demarcado uma entrada secundária; ambos os portões eram fechados à noite. Os gansos sagrados de Juno, que, segundo a lenda, deram o alarme durante o Cerco gaulês de Roma, ficavam soltos ali, guardados por cães durante o período imperial e cuidados pelo zelador do templo. Domiciano se escondeu na casa deste zelador quando as forças de Vitélio tomaram o Capitólio no Ano dos quatro imperadores.
Câmaras subterrâneas, chamadas de favissas (favissae), guardavam materiais de construção danificados, antigas ofertas votivas e objetos dedicados que não eram mais adequados para exibição. Era religiosamente proibido perturbá-los. A Área contava ainda com diversos santuários, altares, estátuas e troféus. Algumas assembleias plebeias e tribais se encontravam ali. Na Antiguidade Tardia, o local tornou-se um mercado para artigos de luxo e assim permaneceu durante a Idade Média: numa carta de 468, Sidônio descreveu um comerciante negociando o preço de gemas, seda e tecidos finos ali.

## Localização
| Planimetria do Capitólio antigo |
| --- |
| Area capitolina Arx Fórum Romano Fóruns imperiais Velabro Templo de Júpiter Capitolino Tabulário Templo de Juno Moneta Teatro de Marcelo Fórum Holitório Templo de Belona Templo de Júpiter Ferétrio Templo de Vejóvis Auguráculo Iseu Templo de Júpiter Guardião (?) Templo da Concórdia (?) Templo de Júpiter Conservador Cabana de Rômulo Altar Templo Tensário Templo de Júpiter Tonante Clivo Capitolino "Cem Passos" Porta Pandana Templo de Jano Templo de Juno Sóspita Templo de Esperança Templo de Augusto Asilo "Entre Dois Bosques" Vico Jugário Campo de Marte Pórtico dos Deuses Harmoniosos Templo de Vespasiano Templo da Concórdia Tuliano Clivo Argentário Templo de Vênus Ericina Templo de Mente (?) Templo de Fides (?) Templo de Ops (?) Arco de Cipíão Templo de Saturno Basílica Júlia |